# IC 217
IC 217 је спирална галаксија у сазвјежђу Кит која се налази на листи објеката дубоког неба у Индекс каталогу.
Деклинација објекта је - 11° 55' 32" а ректасцензија 2h 16m 10,6s. Привидна величина (магнитуда) објекта IC 217 износи 13,6 а фотографска магнитуда 14,3. IC 217 је још познат и под ознакама IC 1787, MCG -2-6-46, IRAS 02137-1209, PGC 8673.